# 福武哲彦
福武 哲彦（ふくたけ てつひこ、1915年 - 1986年4月26日）は、日本の教師。福武書店（後のベネッセコーポレーション）の創業者。

## 生涯
岡山師範学校卒業後、教職に就く。1935年、岡山県上房郡大和村立大和尋常高等小学校（現加賀郡吉備中央町立大和小学校）に教師として赴任。当時20歳であった。
その後県職員を経て、1949年（昭和24年）岡山市内に問題集などを取り扱う出版社株式会社富士出版を設立。会社は1954年（昭和29年）7月20日に倒産する。
その後福武書店として、生徒手帳の印刷と年賀状の手本集を印刷し、富士出版時代の借金を返済。
1955年（昭和30年）1月28日、資本金50万円、社員6人で福武書店を株式会社化して再スタートした。
1963年（昭和43年）、いわゆる通信教育である通信添削『進研ゼミ』高校講座を始めた。その後対象を小中学校に拡大、全国模擬試験を手掛けるなど、『福武書店』を総合教育情報出版会社として成長させた。1974年（昭和49年）、旧赤坂高等尋常小学校本館校舎を移設・保存する際には資金を提供した。1986年には進研ゼミは会員数100万人となり、通信添削業界のトップ企業となった。学術図書や絵本、雑誌など多方面の出版にも業務を拡大した。
美術品の収集が趣味で、20世紀前半にアメリカで活躍した国吉康雄の代表作百数点やルノワール、シャガールなどの名作を収集し、福武コレクションと呼ばれた。
1986年4月26日、社内で執務中に倒れ、急性心不全のため岡山市の榊原十全病院で死去。享年70。福武書店は長男の福武總一郎が継承した。